# ロード・オブ・ザ・リング/二つの塔
『ロード・オブ・ザ・リング/二つの塔』（ロード・オブ・ザ・リング ふたつのとう、原題：The Lord of the Rings: The Two Towers）は、2002年のファンタジー映画で、『ロード・オブ・ザ・リングシリーズ』3部作の2作目。
劇場公開版に未公開シーン約45分を追加した『スペシャル・エクステンデッド・エディション（SEE）』を映像ソフトで発表している。

## あらすじ

### 離散
オーク達の襲撃で離散してしまった「旅の仲間」達。フロドとサムは独力でモルドールの滅びの山への旅を続けていた。荒涼とした景色の広がるエミン・ムイルの荒野を行く2人の後を、指輪の前の持ち主ゴラムが執拗に尾行していた。やがてそれに気づき、彼を罠に掛けて捕らえた2人だが、すぐに殺そうと主張するサムに対し、フロドはエルフの綱につながれて苦しむゴラムを哀れに思い綱をほどく。フロドは情けをかけてゴラムを信じ、モルドールへの道案内を任せる事にする。 
近道として入り込んだ、霧が立ち込める死者の沼地で、フロドは死人の顔に誘い込まれて沼に落ちたがゴラムに助けられる。その時指輪を探し求めるナズグルが翼を持った巨大な獣に乗って上空を飛んできた。フロドが指輪をはめればナズグルに見つかってしまう。サムは指輪の誘惑に負けそうになるフロドの手を握り締めて励ます。 
一方フロドとサムと別行動となったアラゴルンとレゴラスとギムリの3人は、オークとウルク＝ハイにさらわれたメリーとピピンを追っていた。魔法使いのサルマンがホビットを生きたまま連れて来いと、配下に命令していたのだ。アイゼンガルドに建つオルサンクの塔を根拠地とするサルマンは、魔法の力で強大な軍勢を生み出し、森の木々を燃料にした鍛冶場で武器を整えると、手始めに人間の王国ローハンへの進軍を開始する。 
平原の真中でアラゴルンたちはローハンの騎士の一団と遭遇する。アラゴルンは隊長のエオメルから、彼の伯父であるローハン王セオデンが、相談役にして実はサルマンの配下である蛇の舌グリマに操られていると聞く。騎士たちと別れた3人はメリーとピピンのわずかな痕跡を追って、太古の不思議なファンゴルンの森へと入っていく。彼らはそこで復活したガンダルフとの再会を果たす。悪鬼バルログと戦って奈落に堕ちたガンダルフであったが、彼はバルログに打ち勝ち、いったんこの世を離れるも、より強いパワーと知恵を持った白の魔法使いになって甦ったのだ。そして彼は樹木の牧者エントの一員である木の鬚にメリーとピピンの保護を頼んでおり、彼らが無事である事を告げる。ひとまず安心した3人は、サルマンに狙われているローハンの危機を救うべく、ガンダルフはアラゴルンたちを連れて急ぎローハンの都エドラスに向かう。その間にも、サルマンの軍勢はローハンの集落を襲いつつ、エドラスへ向かっていた。

### 苦悩
ゴラムは約束通り、フロドたちをモルドールの黒門まで案内した。しかし、見張りの兵が辺りを厳しく監視しているため通ることができない。ゴラムはモルドールへ入る秘密の入り口へ、二人を連れて行くと申し出る。そしてフロドはゴラムの言葉を受け入れた。その一方でゴラムは、スメアゴルの良心とゴラムの悪心との鬩ぎ合いに苦悩していた。 
ガンダルフに従ってアラゴルンとレゴラスとギムリはローハンの都エドラスを訪れる。王宮には、蛇の舌の言いなりになり生気を失ったセオデン王の姿があった。ガンダルフはセオデンの心に取りついたサルマンの魔力を追い払う。セオデンはかつての偉大で高貴な王の姿に戻り、蛇の舌を追放する。 
セオデンは国民と共にヘルム峡谷の奥に築かれた難攻不落の石の要塞、角笛城に退避する。しかしこのままでは多勢に無勢であり、ガンダルフはアラゴルンに後を任せ、飛蔭という名の伝説の白馬にまたがり、「5日目の朝日が昇る頃に戻る」と言い残してエオメルの部隊を探しに行く。
ローハン王家のエオウィン姫はアラゴルンを慕っていた。しかしアラゴルンは彼女に親愛の情を抱きながらも、一瞬たりともエルフの姫アルウェンを忘れたことがなかった。裂け谷に住むエルフたちは中つ国でのエルフの時代は終わりだと判断して、大海の向こうにある不死の国へと旅立とうとしていたが、アルウェンは愛するアラゴルンと共に生きるため、自分に与えられた永遠の生命を犠牲にしてでも残る覚悟を決める。娘の心配をするエルロンドの説得にアラゴルンもアルウェンのことを一度は諦めるが、彼女の愛に揺るぎはなく、裂け谷を発つアラゴルンに美しいエルフの宝石を贈り、彼を送り出したのだ。 
一方フロドたちは、ゴンドールの偵察隊に捕らえられてしまう。その指揮官であるファラミアは、殺された旅の仲間ボロミアの弟であった。ファラミアの父であるゴンドール執政デネソールは、冥王サウロンとの戦いに備えて、指輪を手に入れたいと願っていたのだ。ファラミアは、フロドたちをオスギリアスの砦へと連行する。

### 決戦
夜の帳の中、サルマンの軍勢は角笛城に近付いていた。ウルク＝ハイの数は1万を下らない。一方、ローハンの軍勢は老人から子供まで国中の男たちが武器を手にしてもわずか300人。アラゴルンはゴンドールに援軍を頼むべきだと主張するが、今では二つの国の交流は途絶えていた。今や王・国民が、そしてレゴラスまでが生きて夜明けを迎えられないと絶望していた時、エルロンドから遣わされたハルディア率いるエルフの軍隊が到着する。 
戦いの火蓋は切られ、どれだけ弓矢を放っても刀で切り倒しても、ウルク＝ハイの軍勢の勢いは止められない。ハルディアたちエルフ軍は次々と倒れ、城壁の一部は火薬で破壊され、残った壁には梯子がかけられ、固く閉ざした門も破られる。明け方になり、決死の覚悟で城内から打って出たローハン軍の騎馬突撃と、駆けつけたガンダルフとエオメルの率いるロヒアリム部隊の挟撃によって敵は敗れ去る。 
その頃メリーとピピンは、木の鬚に助けてくれるよう懇願するが、エントたちは集まって協議をした結果、何も行動を起こさないと決めてしまう。言葉では木の鬚の心を変えることはできないと知ったピピンは一計を案じ、彼を南へと導く。その一帯の木々はサルマンの手によって無惨にも殺戮され、武器工場の燃料とされていた。それを見た木の鬚は怒り、エントたちを呼び集め、アイゼンガルドのオルサンクの塔を襲撃。エントたちはサルマンの拠点を壊滅させることに成功する。 
一方ゴンドールでは、指輪に魅入られたボロミアの裏切りをサムから聞かされたファラミアが、それでもなおフロドを父に引き渡そうとしていた。その時空からナズグルが現れ、指輪を狙いフロドに襲いかかる。なんとかナズグルを追い返す事に成功したファラミアは、指輪の魔力とフロドの宿命を痛感し、死罪を覚悟でフロド達を解放するのであった。
しかしその時、スメアゴルの良心はついにゴラムの悪心に屈し、「二人」はフロドとサムを殺して指輪を奪うことを決意するのだった。　

## 登場人物・種族

### 旅の仲間
フロド・バギンズ(Frodo Baggins) / ホビット
繊細で素直な性格のホビットで、指輪を破壊する宿命を背負ったこの物語の主人公。
サム / サムワイズ・ギャムジー (Sam) / ホビット
バギンズ家に仕える庭師で、フロドの親友でもある。フロドへの忠誠心から危険な旅へ同行する。
ピピン / ペレグリン・トゥック (Pippin) / ホビット
年若く愛敬があり、イタズラ好きな性格。フロドの親戚であり友人でもある。
メリー / メリアドク・ブランディバック (Merry) / ホビット
フロドの親戚であり友人として、ピピン、サムとともにホビット庄を後にして旅に出る。
ガンダルフ (Gandalf) / 魔法使い（イスタリ）
指輪の魔力を知り、フロドに助言を与える“旅の仲間”の指導者。賢いだけでなく、剣術と魔法を使った戦闘にも長けた頼りになる魔法使い。
アラゴルン (Aragorn) / 人間
長い間放浪していたが“旅の仲間”の一人となる。たくましく無骨であり、幾多の危機を卓越した剣術で切り開く、旅の仲間のリーダー的存在。
人間としては長寿を誇る種族「ドゥーネダイン」で、サウロンを倒すも指輪の誘惑に負けた人間の王イシルドゥアの末裔。
レゴラス (Legolas) / エルフ
北方にあるエルフ国の王の子。エルフ族の中でも一番の弓の名手として、自ら志願し“旅の仲間”となる。
ドワーフのギムリとは当初反りが合わなかったが、幾多の死線を共に乗り越え戦友となる。
ギムリ (Gimli) / ドワーフ
ドワーフ族の戦士。屈強な肉体とその怪力を生かした斧を使う戦闘を得意とする。
エルフであるレゴラスをライバル視していたが、幾多の死線を共に乗り越え戦友となる。

### ホビット
ビルボ・バギンズ (Bilbo Baggins)
フロドの養父。以前の旅で手に入れた指輪の魔力で体を病み、指輪をフロドに譲る。

### エルフ
エルロンド (Elrond)
半エルフの父親と母親を持ち、エルフとして生きることを選んだ裂け谷の主人。
アルウェン (Arwen)
エルロンドの娘でエルフ族の姫。人間のアラゴルンと恋をする、美しさと強さを秘めた絶世の美女。
ガラドリエル (Galadriel)
最も高貴なエルフの一人で、エルフ国ロリアンを統べる。苦悩するフロドを導き、危険な旅へ出発する勇気を与える。
ハルディア (Haldir)
ロリアンのエルフ。ガラドリエルに仕え侵入者の警備につとめる。

### 人間
セオデン (Théoden)
屈強な騎馬隊を有する国、ローハンの王。本来は誇り高き王だが、サルマンの魔力の影響で衰弱している。
エオメル (Éomer)
セオデンの甥にして、ローハンの騎士をまとめる騎馬隊の隊長を務める。
エオウィン (Éowyn)
セオデンの姪にして、エオメルの妹。女性ながらも剣術、馬術に長ける。アラゴルンに思いを寄せる。
デネソール (Denethor)
ゴンドールの執政。ボロミア、ファラミアの父。長らく王の不在なゴンドールを守ることに疲れ、心を病んでいる。
『スペシャル・エクステンデッド・エディション』にのみ回想シーンで登場。
ファラミア (Faramir)
フロドらの旅の仲間であったボロミアの弟で、イシリアンの兵隊長。父に冷遇されている。

### 闇の勢力
冥王サウロン (Sauron)
大いなる力を秘めた“力の指輪”と、それら全てを統べる“一つの指輪”の創造主。
一度は敗れその肉体を滅ぼされるも“一つの指輪”にその絶大な力の大半を封じることで、その精神は滅んでおらず、再び“一つの指輪”を手にすることで完全復活を目論むモルドールの支配者。
指輪の幽鬼ナズグル (The Ringwraiths Nazgûl)
元は人間の王たちであったが“力の指輪”の魔力に魅せられ、サウロン配下の幽鬼となった9人の騎士。フェルビーストを駆り黒装束にその身を包む。
サルマン (Saruman) / 魔法使い
かつては白の会議の主宰者の一人であったが、悪の力の誘惑に屈する。アイゼンガルドのオルサンクの塔に闇の勢力を集結させ、ローハンに総攻撃を仕掛ける。
グリマ (Grima)
ローハンの人間でありながら、サルマンに仕える狡猾な男。通称“蛇の舌”。セオデンを話術でそそのかし、ローハンを裏で操る。
オーク (Orc)
かつてはエルフ族であったが、闇の力により生まれ変わった種族。醜悪な容姿に残忍な性質を持つ。
ウルク＝ハイ (Uruk-hai)
サルマンの妖術で人間とオークを掛け合わせて作ったオークの上位種。オークより地位が高いと自負している。

### その他
ゴラム (Gollum)
“一つの指輪”の力に魅了され、異常な長命を得た生き物、元はホビットの一支族で、水に親しむストゥア族出身の「スメアゴル（Sméagol）」という名のホビットであった。
人目を避けて、約600年以上もの間、霧ふり山脈の奥深い洞窟の中に潜んでいたが、所有していた指輪をフロドの叔父ビルボ・バギンズに奪われ、それを求めて再び地上に姿を現した。

## 旅路

### フロド&サム
1. エミン・ムイル 
ラウロスのあたりでアンドゥイン大河の両側に連なる荒れ地。旅の仲間離散後 フロドとサムがこの地に向う。二人はここで迷ってしまうが、ゴラムに出会い、その先の道案内をさせ、この地をぬける。
2. 死者の沼 
アンドゥイン大河の大瀑布とモルドールの山脈の間に広がる沼地。かつてダゴルドの戦いで討ち死にした、多くの人間やエルフ、オーク達の墓場に広がっていった沼沢地。ゴラムの案内によってエミン・ムイルをぬけ、フロドたちが次に足を踏み込んだ地。
3. モルドール - 黒門 
冥王サウロンの国モルドールの城門。フロドたちがゴラムの案内で辿り着くが、オークの軍勢が見張りに就いており、ここから侵入するのは断念した。
4. オスギリアス 
ゴンドールの砦の一つ、「星の砦」の意。ミナス・アノール(後のミナス・ティリス)とミナス・イシルの中間点に建設されたが、何度もサウロンの放ったオークの軍勢に襲撃され、ゴンドールとの攻防戦が繰り広げられている。ゴンドールの執政の次男ファラミアが、この地がサウロン軍に襲撃されたという知らせを受けて進軍する。

### メリー&ピピン
1. ファンゴルンの森 
霧ふり山脈の南端の東側に位置する広大な古い森。シンダール語で「木の鬚」を意味し、エント族の最長老である木の鬚が住んでいる。この森で、メリーとピピンが木の鬚と共に、白のガンダルフと再会した。
2. アイゼンガルド 
霧ふり山脈の南端にそびえる巨大な砦。「鉄の砦」の意。周囲を天然の岩壁に取り囲まれた直径1マイル程の平原。もともとゴンドール人が築いた砦だが、魔法使いサルマンの本拠地となる。砦の中央に広場があり、その中心にオルサンクの塔と呼ばれる城塞がある。メリーとピピンに促された木の鬚率いるエントたちが、水を流し込んで襲撃する。
3. オルサンク 
アイゼンガルドの中央にある塔。高さ500フィート(約150メートル)にも及ぶ。エルフ語で「牙の山」、古いローハン語で「狡猾な心」の意。ゴンドールが建造したが、その後、サルマンが支配。サルマンはここでウルク＝ハイたちを生み出し、フロドたちを襲撃させた。木の鬚率いるエントたちが、サルマンが森を破壊したのに怒ってアイゼンガルドを襲撃し、洪水をもたらしてオークたちを滅ぼし、サルマンは塔に幽閉した。

### アラゴルン&レゴラス&ギムリ
1. ファンゴルンの森 
メリーとピピンを追って森に足を踏み入れたアラゴルン、レゴラス、ギムリも、白のガンダルフと再会を果たす。
2. ローハン - エドラス 
セオデン王が治めるローハン国の首都。ローハン語で「宮廷」の意味する言葉。この地の高台には王宮メドゥセルドが、垣と塀に囲まれた砦として建設されている。
3. ヘルム峡谷 
ローハン国の城の山脈にある谷で、ここに角笛城がある。その名称は、かつてこの地で戦死した英雄的な第九代ローハン王ヘルムの名前から名づけられた。角笛城に立て籠もったローハン軍と、サルマンの送り込んだウルク＝ハイの大軍勢との過激な戦闘が繰り広げられた。
角笛城
ローハン国のヘルム峡谷にあるローハンの砦。ローハンの民がこの砦に避難し、襲撃してきたウルク＝ハイたちの軍勢との間に、大規模な戦闘が繰り広げられた。

## キャスト
- フロド・バギンズ：イライジャ・ウッド（日本語吹替版：浪川大輔）
- サムワイズ・ギャムジー（サム）：ショーン・アスティン（谷田真吾）
- ペレグリン・トゥック（ピピン）：ビリー・ボイド（飯泉征貴）
- メリアドク・ブランディバック（メリー）：ドミニク・モナハン（村治学）
- ガンダルフ：イアン・マッケラン（有川博）
- アラゴルン：ヴィゴ・モーテンセン（大塚芳忠）
- レゴラス：オーランド・ブルーム（平川大輔）
- ギムリ：ジョン・リス＝デイヴィス（内海賢二）
- ボロミア：ショーン・ビーン（小山力也）
- ゴラム：アンディ・サーキス（長島雄一）
- ガラドリエル：ケイト・ブランシェット（塩田朋子）
- サルマン：クリストファー・リー（家弓家正）
- エルロンド：ヒューゴ・ウィーヴィング（菅生隆之）
- アルウェン：リヴ・タイラー（坪井木の実）
- セオデン：バーナード・ヒル（佐々木勝彦）
- セオドレド：パリス・ホウィ・ストレウィ
- エオウィン：ミランダ・オットー（本田貴子）
- エオメル：カール・アーバン（山寺宏一）
- ファラミア：デビッド・ウェナム（宮本充）
- ハルディア：クレイグ・パーカー（安井邦彦）
- グリマ（英語版）：ブラッド・ドゥーリフ（金尾哲夫）
- 木の鬚：ジョン・リス＝デイヴィス［声］（石田太郎）
- ギャムリング：ブルース・ホプキンス（立木文彦）
- マドリル：ジョン・バック（廣田行生）
- シャルク/スナガ：ジェド・ブロフィ
- グリシュナッハ：ステファン・ウレ
- オーク#2（斎藤志郎）
- オーク#3（益富信孝）
- オーク#8（宝亀克寿）
- 女#1（園田恵子）
- 女#2（土岐典子）
- 女#3（泉関奈津子）
- 女#4（中澤やよい）
- 兵士#4（田中一永）
- 兵士の声#2（西前忠久）
- レンジャー#1（佐藤淳）
- モルウェン：ロビン・マルコム（野村須磨子）
- ハマ：ジョン・リー（佐々木睦）
- デネソール : ジョン・ノーブル（勝部演之）（『SEE』のみ）

## スタッフ
- 監督:ピーター・ジャクソン
- VFX:WETAデジタル、ソニー・ピクチャーズ・イメージワークス、オクトーバー・フィルム・カンパニー
- 音楽：ハワード・ショア
- 日本語吹き替え版翻訳：平田勝茂
- 日本語字幕版翻訳：戸田奈津子

## 映画版での変更点
- 二つの塔とは、映画版ではオルサンクとバラド＝ドゥーアを指すが、原作ではオルサンクとミナス・モルグルを指す。
- ファラミアが翻心し、指輪を利用するため、フロドをオスギリアスに連行する。
- フロドとサムがゴラムに騙され、シェロブに襲われる場面が次回作に持ち越し。

## 受賞
- アカデミー賞では視覚効果賞と音響効果賞を受賞。他にも作品賞、美術賞、音響賞、編集賞にノミネートされた。
- ゴールデン・グローブ賞では作品賞（ドラマ部門）と監督賞にノミネートされた。

## 商品

### DVD
二つの塔 / コレクターズ・エディション
品番：PCBH-50062
2枚組（本篇Disc・特典Disc共に片面2層）
本篇Disc・特典Disc共にスーパーピクチャーレーベル仕様
初回生産分のみブックケース入りデジパック仕様
二つの塔 / スペシャル・エクステンデッド・エディション
品番：PCBH-50063
4枚組（本編Disc1,2・特典Disc1,2共に片面2層）
本篇ディスクには、劇場未公開映像を約40分追加した特別版本篇を収録
特典ディスクには、「コレクターズ・エディション」と重複しない、新たな特典映像を収録
ハードケース入りデジパック仕様
コレクターズ・エディション トリロジーBOXセット
品番：PCBH-60004
6枚組
収録されるDVDの内容・仕様は、第1部～第3部「コレクターズ・エディション」と同一
スペシャル・エクステンデッド・エディション トリロジーBOXセット
品番：PCBH-60005
12枚組
収録されるDVDの内容・仕様は、第1部～第3部「スペシャル・エクステンデッド・エディション」と同一